# 古田重恒
古田 重恒（ふるた しげつね）は、江戸時代前期の大名。石見国浜田藩2代藩主。

## 生涯

### 家督相続
慶長8年（1603年）、伊勢松坂藩主・古田重勝の長男として山城国にて生まれる。慶長11年（1606年）に父が死去したとき、4歳という幼少だったために跡を継ぐことができず、家督は叔父の重治が継ぐこととなった。そして元和9年（1623年）5月、叔父の重治から古田家の家督を譲られた。同時に石見国の浜田藩主に叙任している。その後は藩主として大坂城普請や寛永14年（1637年）の京極忠高改易後の松江城在番で功績を挙げている。

### 古田騒動
正保3年（1646年）6月、江戸にある藩邸において、古田騒動が始まった。重恒は40歳を過ぎても子に恵まれなかった。跡継ぎがないために改易されることを恐れた江戸家老の加藤治兵衛と黒田作兵衛は、古田一族の古田左京の孫に当たる万吉を重恒の養子にしようと画策した。その計画を、加藤らから打ち明けられたことで知った重恒の側近・富島五郎左衛門が重恒に伝えた。重恒は自分に無断でそのような計画を立てていた加藤や左京らに対して激怒し、その一派全てを殺した。慶安元年6月16日（1648年8月4日）、重恒は46歳で死去した。跡継ぎがなく、古田氏は改易された。
この古田騒動には異説が多く、他の説では山田十右衛門という重恒の寵臣が、3名の家老の権勢を疎んじて重恒にこの3名のことを讒言し、それを信じた重恒が3名の家老を殺害、しかし重恒自身もまもなく狂気で自殺したと言われている。
いずれにしろ、重恒に実子も養子もなかったことは確からしく、そのため重恒の死去により、無嗣断絶で古田氏は改易となった。

## 系譜
- 父：古田重勝（1560-1606）
- 母：石川光政娘
- 養父：古田重治（1578-1625）
- 正室：古田重治長女